# Komenda Rejonu Uzupełnień Grodzisk Mazowiecki

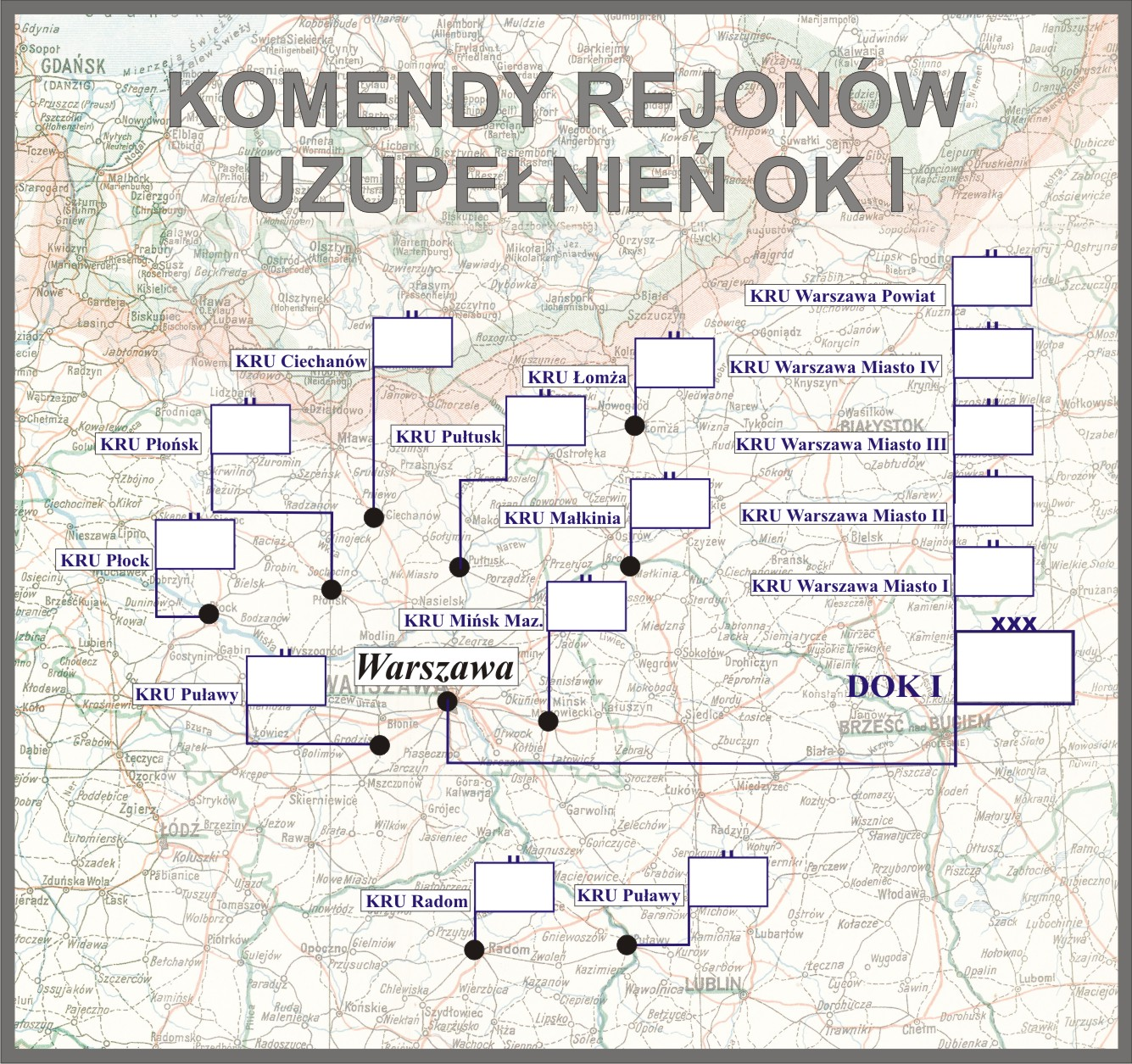
Komendy rejonów uzupełnień OK I

Komenda Rejonu Uzupełnień Grodzisk Mazowiecki (KRU Grodzisk Mazowiecki) – organ wojskowy właściwy w sprawach uzupełnień Sił Zbrojnych II Rzeczypospolitej i administracji rezerw w powierzonym mu rejonie.

## Formowanie i zmiany organizacyjne
W 1917 na terenie Grodziska funkcjonował Główny Urząd Zaciągu. Z chwilą wejścia w życie rozkazu i sformowania nowego PKU, Główny Urząd Zaciągu do Wojska Polskiego zobowiązany był przekazać całość dokumentacji tej PKU na obszarze której znajdował się. Dodatkowo GUZ w Grodzisku przekazał dokumentację PKU w Łowiczu.
18 listopada 1924 roku weszła w życie ustawa z dnia 23 maja 1924 roku o powszechnym obowiązku służby wojskowej, a 15 kwietnia 1925 roku rozporządzenie wykonawcze ministra spraw wojskowych do tejże ustawy, wydane 21 marca tego roku wspólnie z ministrami: spraw wewnętrznych, zagranicznych, sprawiedliwości, skarbu, kolei, wyznań religijnych i oświecenia publicznego, rolnictwa i dóbr państwowych oraz przemysłu i handlu. Wydanie obu aktów prawnych wiązało się z przejęciem przez władze cywilne (administracji I instancji) większości zadań związanych z przygotowaniem i przeprowadzeniem poboru. Przekazanie większości zadań władzom cywilnym umożliwiło organom służby poborowej zajęcie się wyłącznie racjonalnym rozdziałem rekruta oraz ewidencją i administracją rezerw. Do tych zadań dostosowana została organizacja wewnętrzna powiatowych komend uzupełnień i ich składy osobowe. Poszczególne komendy różniły się między sobą składem osobowym w zależności od wielkości administrowanego terenu.
29 kwietnia 1925 roku minister spraw wojskowych zmienił nazwę PKU Sochaczew na PKU Grodzisk Mazowiecki.
Zadania i nowa organizacja PKU określone zostały w wydanej 27 maja 1925 roku instrukcji organizacyjnej służby poborowej na stopie pokojowej. W skład PKU Grodzisk Maz. wchodziły dwa referaty: I) referat administracji rezerw i II) referat poborowy. Nowa organizacja i obsada służby poborowej na stopie pokojowej według stanów osobowych L. O. I. Szt. Gen. 3477/Org. 25 została ogłoszona 4 lutego 1926 roku. Z tą chwilą zniesione zostały stanowiska oficerów ewidencyjnych.
12 marca 1926 roku została ogłoszona obsada personalna Przysposobienia Wojskowego, zatwierdzona rozkazem Dep. I L. 6000/26 przez pełniącego obowiązki szefa Sztabu Generalnego gen. dyw. Edmunda Kesslera, w imieniu ministra spraw wojskowych. Zgodnie z nową organizacją pokojową Przysposobienia Wojskowego zostały zlikwidowane stanowiska oficerów instrukcyjnych przy PKU, a w ich miejsce utworzone rozkazem Oddz. I Szt. Gen. L. 7600/Org. 25 stanowiska oficerów przysposobienia wojskowego w pułkach piechoty.
Od 1926 roku, obok ustawy o powszechnym obowiązku służby wojskowej i rozporządzeń wykonawczych do niej, działalność PKU Grodzisk Maz. normowała „Tymczasowa instrukcja służbowa dla PKU”, wprowadzona do użytku rozkazem MSWojsk. Dep. Piech. L. 100/26 Pob.
W marcu 1930 roku PKU Grodzisk Mazowiecki była nadal podporządkowana Dowództwu Okręgu Korpusu Nr I w Warszawie i administrowała powiatami: sochaczewskim i błońskim z siedzibą w Grodzisku Mazowieckim. W grudniu tego roku komenda posiadała skład osobowy typ III.
31 lipca 1931 roku gen. dyw. Kazimierz Fabrycy, w zastępstwie ministra spraw wojskowych, rozkazem B. Og. Org. 4031 Org. wprowadził zmiany w organizacji służby poborowej na stopie pokojowej. Zmiany te polegały między innymi na zamianie stanowisk oficerów administracji w PKU na stanowiska oficerów broni (piechoty) oraz zmniejszeniu składu osobowego PKU typ I–IV o jednego oficera i zwiększeniu o jednego urzędnika II kategorii. Liczba szeregowych zawodowych i niezawodowych oraz urzędników III kategorii i niższych funkcjonariuszy pozostała bez zmian.
1 lipca 1938 roku weszła w życie nowa organizacja służby uzupełnień, zgodnie z którą dotychczasowa PKU Grodzisk Mazowiecki została przemianowana na Komendę Rejonu Uzupełnień Grodzisk Mazowiecki przy czym nazwa ta zaczęła obowiązywać 1 września 1938 roku, z chwilą wejścia w życie ustawy z dnia 9 kwietnia 1938 roku o powszechnym obowiązku wojskowym. Obok wspomnianej ustawy i rozporządzeń wykonawczych do niej, działalność KRU Grodzisk Maz. normowały przepisy służbowe MSWojsk. D.D.O. L. 500/Org. Tjn. Organizacja służby uzupełnień na stopie pokojowej z 13 czerwca 1938 roku. Zgodnie z tymi przepisami komenda rejonu uzupełnień była organem wykonawczym służby uzupełnień .
Komendant rejonu uzupełnień w sprawach dotyczących uzupełnień Sił Zbrojnych i administracji rezerw podlegał bezpośrednio dowódcy Okręgu Korpusu Nr I, który był okręgowym organem kierowniczym służby uzupełnień. Rejon uzupełnień nie uległ zmianie i nadal obejmował powiaty: błoński i sochaczewski.

## Obsada personalna
Poniżej przedstawiono wykaz oficerów zajmujących stanowisko komendanta Powiatowej Komendy Uzupełnień i komendanta rejonu uzupełnień oraz wykaz osób funkcyjnych (oficerów i urzędników wojskowych) pełniących służbę w PKU i KRU Grodzisk Mazowiecki, z uwzględnieniem najważniejszych zmian organizacyjnych przeprowadzonych w latach 1926 i 1938.
| Komendanci                         | Komendanci              | Komendanci                                   |
| ---------------------------------- | ----------------------- | -------------------------------------------- |
| Stopień, imię i nazwisko           | okres pełnienia funkcji | kolejne stanowisko (dalsze losy)             |
| płk piech. Kazimierz Kamprad       | od 1 IX 1921            | członek OTO                                  |
| ppłk piech. Julian Olszycki        | do V 1923               | komendant PKU Zamość                         |
| tyt. płk art. Władysław Maluszycki | V – VI 1923             | Rezerwa Oficerów Sztabowych DOK VIII         |
| ppłk piech. Julian Olszycki        | VI 1923 – V 1925        | zastępca dowódcy 13 pp                       |
| mjr piech. Jan Kazimierz Gadomski  | V 1925 – II 1927        | komendant PKU Warszawa Powiat                |
| mjr piech. Konstanty Podwysocki    | II 1927 – III 1929      | oddany do dyspozycji dowódcy OK I            |
| ppłk art. Antoni Glanz             | III 1929 – VI 1930      | komendant PKU Sosnowiec                      |
| mjr kanc. / piech. Paweł Thommée   | VI 1930 – 31 X 1934     | przeniesiony w stan spoczynku, †1940 Charków |
| mjr piech. Władysław Żwański       | XII 1934 – 1939         | w konspiracji, kolejno w NOW, NSZ i NZW      |

| Obsada pozostałych stanowisk funkcyjnych PKU w latach 1921–1925 | Obsada pozostałych stanowisk funkcyjnych PKU w latach 1921–1925 | Obsada pozostałych stanowisk funkcyjnych PKU w latach 1921–1925 | Obsada pozostałych stanowisk funkcyjnych PKU w latach 1921–1925 |
| --------------------------------------------------------------- | --------------------------------------------------------------- | --------------------------------------------------------------- | --------------------------------------------------------------- |
| I referent                                                      | kpt. piech. Konstanty Kajetan Sikorski                          | 1923                                                            |                                                                 |
| II referent                                                     | por. piech. Adolf Wierzbicki                                    | do 4 VI 1923                                                    | OE Tuchola PKU Starogard                                        |
| II referent                                                     | por. piech. Jan I Zych                                          | 4 VI 1923 – II 1925                                             | OE Sandomierz PKU Ostrowiec                                     |
| II referent                                                     | por. kanc. Józef Szukalski                                      | II 1925 – II 1926                                               | referent                                                        |
| oficer instrukcyjny                                             | por. piech. Jan Mielczarski                                     | 1923                                                            |                                                                 |
| oficer ewidencyjny na powiat grodziski                          | wakat                                                           |                                                                 |                                                                 |
| oficer ewidencyjny na powiat sochaczewski                       | por. kanc. Czesław Świderski                                    | VIII 1925 – II 1926                                             | referent PKU Zamość                                             |
| Obsada pozostałych stanowisk funkcyjnych PKU w latach 1926–1938 |                                                                 |                                                                 |                                                                 |
| kierownik I referatu administracji rezerw i zastępca komendanta | kpt. piech. Konstanty Kajetan Sikorski                          | od II 1926, był w 1928                                          |                                                                 |
| kierownik I referatu administracji rezerw i zastępca komendanta | kpt. piech. Wacław Ernest Ziembiński                            | był w 1932 – 1936                                               | kierownik II referatu PKU Sarny                                 |
| kierownik I referatu administracji rezerw i zastępca komendanta | kpt. piech. Kazimierz Sarnowicz                                 | 1936 – 1937                                                     | przeniesiony w stan spoczynku                                   |
| kierownik II referatu poborowego                                | por. piech. Marceli Jerzy Kończyński                            | od II 1926                                                      |                                                                 |
| kierownik II referatu poborowego                                | kpt. piech. Wacław Ernest Ziembiński                            | IX 1926 – był w 1928                                            | kierownik I referatu                                            |
| kierownik II referatu poborowego                                | kpt. piech. Wiktor Wołochowicz                                  | do 1 VII 1933                                                   | przeniesiony do PKU Biała Podlaska                              |
| kierownik II referatu poborowego                                | kpt. piech. Tadeusz Wilczewski                                  | 2 VI 1933 – 31 VIII 1935                                        | przeniesiony w stan spoczynku                                   |
| referent                                                        | por. kanc. Józef Szukalski                                      | II 1926 – IX 1930                                               | kierownik II referatu PKU Piotrków                              |
| Obsada pozostałych stanowisk funkcyjnych KRU w latach 1938–1939 |                                                                 |                                                                 |                                                                 |
| kierownik I referatu ewidencji                                  | kpt. adm. (piech.) Hipolit Potocki                              | był w III 1939                                                  |                                                                 |
| kierownik II referatu uzupełnień                                | rtm. adm. (kaw.) Bohdan Grabowski                               | był w III 1939                                                  |                                                                 |